# Xã El Dorado, Quận Union, Arkansas
Xã El Dorado (tiếng Anh: El Dorado Township) là một xã thuộc quận Union, tiểu bang Arkansas, Hoa Kỳ. Năm 2010, dân số của xã này là 26.219 người.